# Cellula della glia
Con il termine glia, o più comunemente neuroglia, si tende a definire un gruppo eterogeneo di cellule non neuronali facenti parte del sistema nervoso centrale (SNC) e periferico (SNP). Le cellule gliali facenti parte del SNC vengono grossolanamente classificate in base alla loro origine embriologica in macroglia, comprendente astrociti, oligodendrociti e cellule NG-2, tutte accomunate da origine ectodermica, e microglia, cellula mieloide di origine mesodermica. Le cellule gliali facenti parti del SNP vengono invece per lo più classificate in base alla loro localizzazione e comprendono cellule di Schwann (associate a nervi periferici), olfactory ensheathing cells (OECs, associate al nervo olfattivo), glia enterica (associata al sistema nervoso enterico) e cellule di Müller (associate alla retina).
Nonostante la complessità classificatoria (non esaurita dal presente elenco) queste cellule hanno mantenuto la denominazione comune di "glia" sia per ragioni storiche, sia perché, a differenza dei neuroni specializzati nella generazione e conduzione di impulsi nervosi, svolgono tutte nel loro complesso funzioni relative al mantenimento dell'omeostasi del sistema nervoso. Hanno infatti funzione nutritiva e di sostegno metabolico per i neuroni, assicurano l'isolamento dei tessuti nervosi e svolgono funzioni immunitarie. Per oltre un secolo, si credeva che non avessero alcun ruolo nella trasmissione dei segnali elettrici; recenti studi hanno screditato questa teoria, anche se il loro meccanismo di funzionamento non è stato ancora ben compreso.
Sebbene storicamente ritenute numericamente superiori rispetto ai neuroni, studi recenti lasciano pensare che queste cellule rappresentino circa metà del volume del cervello nell'uomo. Tale stima non è, naturalmente, generalizzabile poiché è stato dimostrato che il rapporto glia/neuroni è soggetto ad ampia variabilità interspecifica (cioè considerando la posizione della specie lungo l'albero filogenetico) e a seconda delle aree del sistema nervoso considerate.
A differenza dei neuroni, classico esempio di cellula postmitotica, le cellule gliali mantengono la capacità di dividersi per mitosi, funzione essenziale soprattutto a garantire funzioni di riparazione del tessuto nervoso danneggiato.

## Storia
La scoperta delle cellule gliali va di pari passo con i primi studi istologici del sistema nervoso in seguito al perfezionamento delle prime tecniche di microscopia e di colorazione dei tessuti durante i primi anni del 1800. Nelle loro osservazioni di preparati istologici di tessuto nervoso, diversi autori tra cui Albrecht von Haller, Karel Rokytanský e Jan Evangelista Purkyně, descrissero la presenza di elementi cellulari poco definiti tra le fibre nervose che vennero inizialmente definiti come tessuto connettivo nervoso. Successivamente, il grande anatomopatologo Rudolf Virchow, definì per la prima volta il tessuto connettivo nervoso come "glia" (dal greco γλία = colla) descrivendolo come una matrice atta a sostenere strutturalmente e tenere insieme gli elementi propriamente nervosi del tessuto cerebrale.
Le cellule della glia sono state scoperte nel 1891 da Santiago Ramón y Cajal. Il numero di cellule della glia nel cervello supera di cinque volte quello dei neuroni. La scoperta risale all'inizio del XX secolo e da essa prese verosimilmente piede il falso mito che l'uomo utilizzi per le proprie attività solamente il 10% del proprio cervello. Il ruolo attivo delle cellule della glia nelle sinapsi e dunque nella velocità di apprendimento è stato stabilito solamente nel 2004.

## Funzioni
Alcune cellule della glia agiscono principalmente da supporto ai neuroni, altre regolano l'ambiente interno del cervello e in particolare i fluidi che circondano i neuroni e le loro sinapsi, provvedendo quindi al nutrimento delle cellule nervose. Alcuni tipi di cellule della glia producono molecole in grado di influenzare la crescita degli assoni.

## Tipi di cellule della neuroglia

### Microglia
La microglia è costituita da macrofagi specializzati in grado di effettuare la fagocitosi che protegge i neuroni del sistema nervoso centrale. Benché tecnicamente non siano cellule della glia in quanto derivano dai monociti e non dal tessuto ectodermico, sono categorizzate in questo modo per via del loro ruolo di supporto ai neuroni. Nell'adulto vi è la microglia parenchimale, popolazione permanente, e quella perivascolare, situata nella membrana basale dei capillari encefalici e periodicamente sostituita da cellule provenienti dal midollo osseo. Le microglia sono cellule relativamente piccole rispetto alle macroglia, hanno forma diversa e un nucleo oblungo. Si spostano all'interno del cervello, normalmente sono presenti in piccolo numero ma si moltiplicano in caso di danni al cervello.

### Macroglia

#### Sistema nervoso centralе

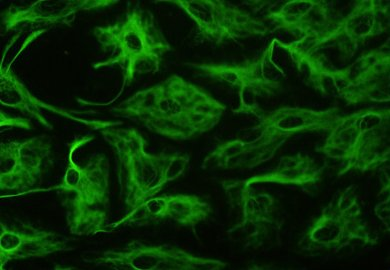
Immagine che mostra gli astrociti.

##### Astrociti
Il tipo più abbondante di cellule della neuroglia, gli astrociti, sono forniti di numerose estroflessioni che ancorano i neuroni al loro rifornimento di sangue. Essi si dividono in astrociti protoplasmatici, presenti nella sostanza grigia e caratterizzati dalla presenza di espansioni corte e ramificate, astrociti fibrosi, presenti nella sostanza bianca e caratterizzati da prolungamenti citoplasmatici lunghi e sottili e "astrociti radiali" di forma allungata e perpendicolari all'asse dei ventricoli.
Regolano l'ambiente chimico esterno dei neuroni rimuovendo gli ioni, in particolare del potassio, e riciclano i neurotrasmettitori rilasciati durante la trasmissione sinaptica. La teoria corrente sostiene che gli astrociti siano i "blocchi di costruzione" della barriera emato-encefalica. Gli astrociti dovrebbero essere inoltre in grado di regolare la vasocostrizione e la vasodilatazione producendo sostanze come l'acido arachidonico i cui metaboliti sono vasoattivi.
È noto che gli astrociti comunichino uno con l'altro usando il calcio. La giunzione (conosciuta anche come sinapsi elettrica) tra gli astrociti permette alla molecola messaggero IP3 di diffondersi da un astrocita all'altro. L'IP3 attiva i canali calcio degli organuli cellulari rilasciando calcio nel citoplasma. Il calcio rilasciato può stimolare una maggiore produzione di IP3. Questo effetto a catena è un'onda di calcio che si propaga da cellula a cellula. Il rilascio extracellulare di ATP e la conseguente attivazione dei recettori purinergici degli altri astrociti in alcuni casi può a sua volta controllare le onde di calcio.

Sono molto soggetti a evoluzioni neoplastiche (vedi Astrocitoma).

##### Oligodendrociti
Tradizionalmente vi sono due classi di oligodendrociti. La prima classe è evidenziabile nella sostanza grigia del sistema nervoso centrale, addossata ai pirenofori (oligodendrociti satelliti perineuronali), con funzioni coadiuvanti metaboliche. La seconda classe si trova nella sostanza bianca del sistema nervoso centrale (oligodendrociti interfascicolari), intercalata tra gli assoni. Gli oligodendrociti interfascicolari hanno il compito di rivestire gli assoni del sistema nervoso centrale con una sostanza lipidica chiamata mielina producendo la cosiddetta guaina mielinica. La guaina isola l'assone permettendo quindi una migliore propagazione dei segnali elettrici (conduzione saltatoria). Al contrario delle cellule di Schwann, gli oligodendrociti possono rivestire più di un assone perché forniti di numerosi prolungamenti.

##### Precursori degli oligodendrociti
Il nome precursore degli oligodendrociti è fuorviante poiché essi agiscono da precursori per gli oligodendrociti durante la fase di sviluppo del sistema nervoso ma alcuni di essi rimangono anche nel cervello completamente sviluppato. È stato discusso se utilizzare nomi differenti come polidendrocita o sinantocita per queste cellule con funzione a sé. Costituiscono circa il 5-8% di tutte le cellule del sistema nervoso e hanno proprietà diverse dagli astrociti, dagli oligodendrociti e dalla microglia. Essi costituiscono il gruppo più numeroso di cellule soggette a mitosi nel cervello dell'adulto. I neuroni creano sinapsi con queste cellule della glia costituendo quindi un'eccezione rispetto alle conoscenze tradizionali. La loro esatta funzione è sconosciuta.

##### Cellule ependimali
Le cellule ependimali o ependimociti delimitano le cavità del sistema nervoso centrale e, col battito delle ciglia, favoriscono la circolazione del liquido cerebrospinale. Esse costituiscono i "muri" che delimitano le varie sezioni. Sono prive di una membrana basale e continuano in prolungamenti e connessioni in continuità con gli astrociti. È stata ipotizzata una loro possibile funzione di cellule staminali del tessuto nervoso e comunque sembra siano coinvolte nella rigenerazione del medesimo.

##### Glia radiali
Durante lo sviluppo del sistema nervoso, le glia radiali forniscono l'impalcatura per la migrazione verso l'esterno delle cellule corticali. Nel cervello maturo il cervelletto e la retina continuano ad avere particolari cellule gliali radiali. Nel cervelletto prendono il nome di Glia di Bergmann e regolano la plasticità sinaptica. Nella retina la principale cellula della glia è la cellula di Müller che partecipa alla comunicazione bidirezionale con i neuroni. La cellula di Müller attraversa lo strato retinico partendo dalla parte più interna della retina, i suoi prolungamenti raggiungono i segmenti interni dei fotorecettori formando delle giunzioni strette con essi, tali che al microscopio appaiono come un'unica striscia denominata membrana limitante esterna (o terzo strato della retina).

##### Glia esprimente NG2
La NG2-Glia sono quelle particolari cellule che esprimono il Nerve-glial antigen 2 (NG2), un componente di un proteoglicano. Sono chiamate anche progenitori degli oligodendrociti (OPC). Sono cellule non del tutto differenziate, presenti lungo la linea differenziativa della glia ristretta, che fungono unicamente da serbatoio per nuove cellule oligodendrocitarie.

#### Sistema nervoso periferico

##### Cellule di Schwann
Le cellule di Schwann hanno una funzione simile a quella degli oligodendrociti formando la guaina mielinica degli assoni del sistema nervoso periferico. A differenza di queste ultime però ogni cellula riveste un tratto di assone (1 mm): l'inguainamento porta alla formazione della guaina mielinica e del neurilemma. Hanno inoltre un'attività fagocitaria e ripuliscono dai residui cellulari permettendo la ricrescita dei neuroni del sistema nervoso periferico.

##### Cellule satelliti
Le cellule satelliti (da non confondere con le cellule satellite del tessuto muscolare, a significato staminale) sono piccole cellule che delimitano la superficie esterna dei pirenofori dei neuroni nel sistema nervoso periferico. Troveremo quindi le cellule satelliti nei gangli encefalo-spinali (a ricoprire i pirenofori dei neuroni pseudounipolari di senso) e nei gangli del sistema nervoso autonomo (a ricoprire i pirenofori dei neuroni multipolari visceromotori). Le cellule satelliti regolano gli scambi di sostanze nutritizie tra i pirenofori e il liquido extracellulare. Cooperano inoltre nell'isolare il neurone da stimoli diversi da quelli prodotti a livello delle sinapsi.